# Marina Golbahari
Marina Golbahari (en darí: مارینا گلبهاری‎; Kabul, 10 de marzo de 1989) es una actriz afgana, conocida por su papel en la película Osama (2003) y Zolykha's Secret (2006).

## Biografía
Golbahari nació en la capital afgana de Kabul, perteneciente a la etnia tayika. Su padre fue dueño de una tienda de música hasta que fue destruida por los talibanes. Descubierta a la edad de 13 años por el director Siddiq Barmak cuando mendigaba para ayudar a alimentar a su familia en las calles de Kabul, el director la contrató para desempeñar el papel de Osama en la película del mismo nombre en 2003, que sería galardonada con un Globo de oro a la mejor película de habla no inglesa. Gracias a los ingresos que recibió por la película, adquirió una vivienda para sus padres en Kabul.
Casada con Noorullah Azizi, de etnia pastún, también de origen humilde e igualmente involucrado en la industria cinematográfica incipiente como actor, se exiliaron en 2015 a Francia debido a las constantes amenazas de muerte recibidas por su trabajo y por haber aparecido en el Festival Internacional de Cine de Busan sin el velo islámico.

## Frases tras su debut
- "Ellos me contrataron para interpretar el personaje principal de la película, aunque no podía leer y escribir".
- "He dicho que dos de mis hermanas fueron muertas cuando un muro de un edificio cayó sobre ellas, y empecé a llorar". El director de Osama, Siddiq Barmak, le había preguntado si alguien en su familia había muerto durante el reinado de los talibanes.
- "Quiero ser actriz toda mi vida. Quiero crecer como actriz. Un día, incluso, desearía dirigir mi propia película".

## Filmografía

### Cine
- Osama (2003)
- Kurbani (2004)
- Zolykha's Secret (2006)
- guerra del Opio (2008)

### Documental
- Marina (2003)

## Premios
Ha recibido dos premios por la película Osama (2003)

### Festival CineManila
| Año  | Resultado | Premio              | Categoría/Destinatario(s) |
| ---- | --------- | ------------------- | ------------------------- |
| 2004 | Ganadora  | Premio Mejor Actriz | Por: Osama (2003)         |

### Festival de Molodist
| Año  | Resultado | Premio                    | Categoría/Destinatario(s) |
| ---- | --------- | ------------------------- | ------------------------- |
| 2003 | Ganadora  | Premio Mejor Actriz Joven | Por: Osama (2003)         |